# 拉丁美洲黑奴制
拉丁美洲奴隶制是拉丁美洲的黑人奴隶制度，它始于16世纪初，直到19世纪拉丁美洲各國獨立之後開始被廢除。 一些地区的黑奴制度一直持续到20世纪。 西班牙人和葡萄牙人征服拉丁美洲后，有超过400万非洲人被带到拉丁美洲。其中大约350万奴隶被带到巴西。 